# Rafiga Shabanova

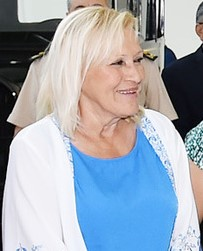

Rafiga Mahmud qizi Shabanova (Bacu, 31 de outubro de 1943) é uma ex-handebolista soviética, campeã olímpica.

## Carreira
Ela fez parte da geração soviética campeã das primeira Olimpíada do handebol feminino, em Montreal 1976, com um total de 1 gols, em 3 jogos.